# Географія Мальдівів
Мальдіви — південноазійська острівна країна, розташована на однойменному архіпелазі в Індійському океані поблизу південно-західних берегів Індійського субконтиненту . Загальна площа країни 298 км² (210-те місце у світі), з яких на суходіл припадає 298 км², а на поверхню внутрішніх вод — 0 км². Площа суходолу країни майже вдвічі більша за площу території Голосіївського району міста Києва. 

## Назва
Офіційна назва — Республіка Мальдіви, Мальдіви (мальд. ދިވެހިރާއްޖެ — Дівехі Рааджі; араб. الدولة المحلديبية — Дхібат-Махал; англ. Dhivehi Raajjeyge Jumhooriyyaa, Dhivehi Raajje). Назва країни походить від назви однойменного архіпелагу — Мальдівські острови. Етимологія назви архіпелагу виводиться від санскритського слова «маладвіпа» (санскр. मालदीव) — гирлянда островів, або малі острови, від «мала» (санскр. मल) — малий і «двіпа» (санскр. दीव) — острів. Самоназва Дхівехі Рааджі, означає Царство народу дхівехі — самоназва мальдівців. Арабський топонім Дхібат-Махал утворено від слів «дхібат» — острів і «махал» — палац. Він вказує на палац султана на острові Мале. Деякі джерела стверджують, що тамільське слово «малай» (там. மலை) — пагорб, узвишшя, і санскритське «двіпа» (санскр. दिव) — острів, тобто Горбисті острови. Спрощена етимологія виводить назву країни від столиці, міста Мале (Male) і санскритського слова «дів» (div), на означення острова, з часткою множини, тобто Острови Мале (Maledives).

## Географічне положення
Мальдіви — південноазійська острівна країна, що не має сухопутного державного кордону. Мальдіви омиваються водами Індійського океану. На півночі — Лаккадівські острови Індії, на півдні спірний архіпелаг Чогос, що адмініструється Британською Територією в Індійському Океані, на сході південна околиця Індії та острівна держава Шрі-Ланка. Загальна довжина морського узбережжя 644 км.
Згідно з Конвенцією Організації Об'єднаних Націй з морського права (UNCLOS) 1982 року, протяжність територіальних вод країни встановлено в 12 морських миль (22,2 км) від прямих ліній визначених архіпелажних вод. Прилегла зона, що примикає до територіальних вод, в якій держава може здійснювати контроль необхідний для запобігання порушень митних, фіскальних, імміграційних або санітарних законів простягається на 24 морські милі (44,4 км) від узбережжя (стаття 33). Виключна економічна зона встановлена на відстань 200 морських миль (370,4 км) від узбережжя.

### Час
Час на Мальдівах: UTC+5 (+3 години різниці часу з Києвом).

## Геологія

### Корисні копалини
Надра Мальдівів не багаті на корисні копалини, розвідані запаси і поклади відсутні.

## Рельєф
Середні висоти — 1,8 м; найнижча точка — рівень вод Індійського океану (0 м); найвища точка — безіменна висота на острові Віллінгіллі атолу Адду (2,4 м).

Рельєф Мальдівів
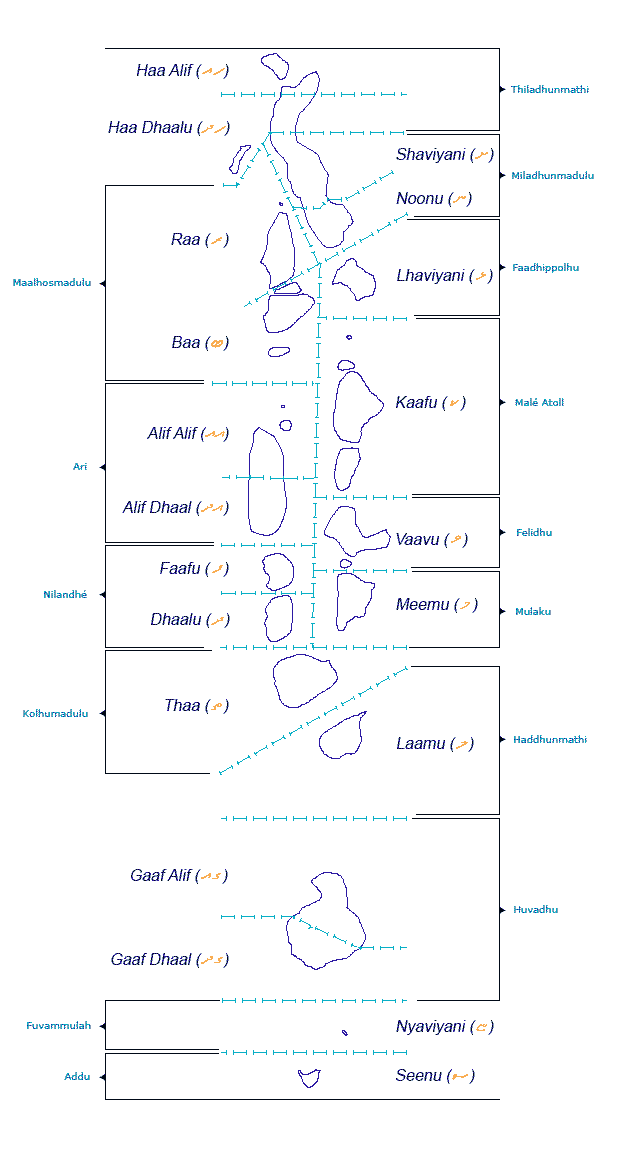
Атоли Мальдівів
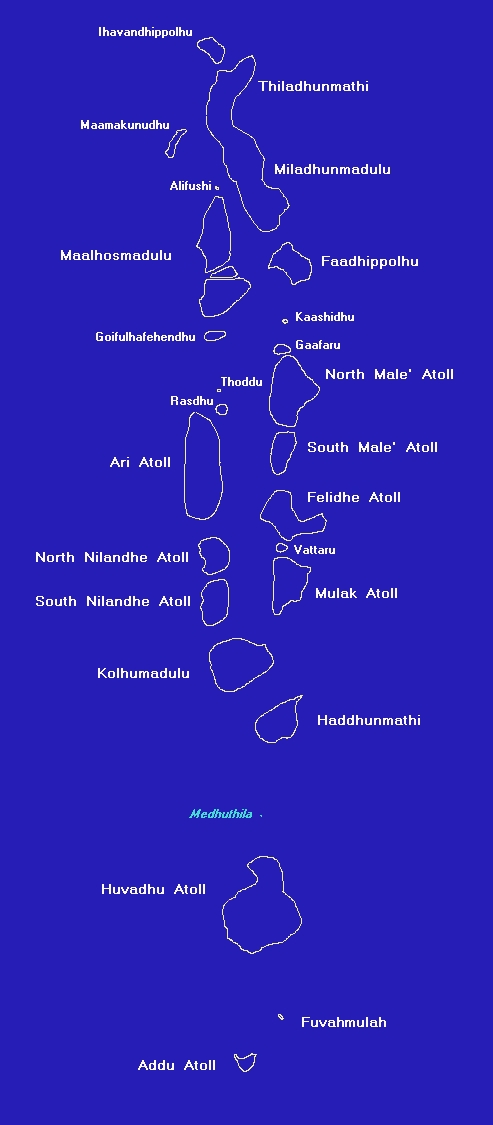
Атоли Мальдівів
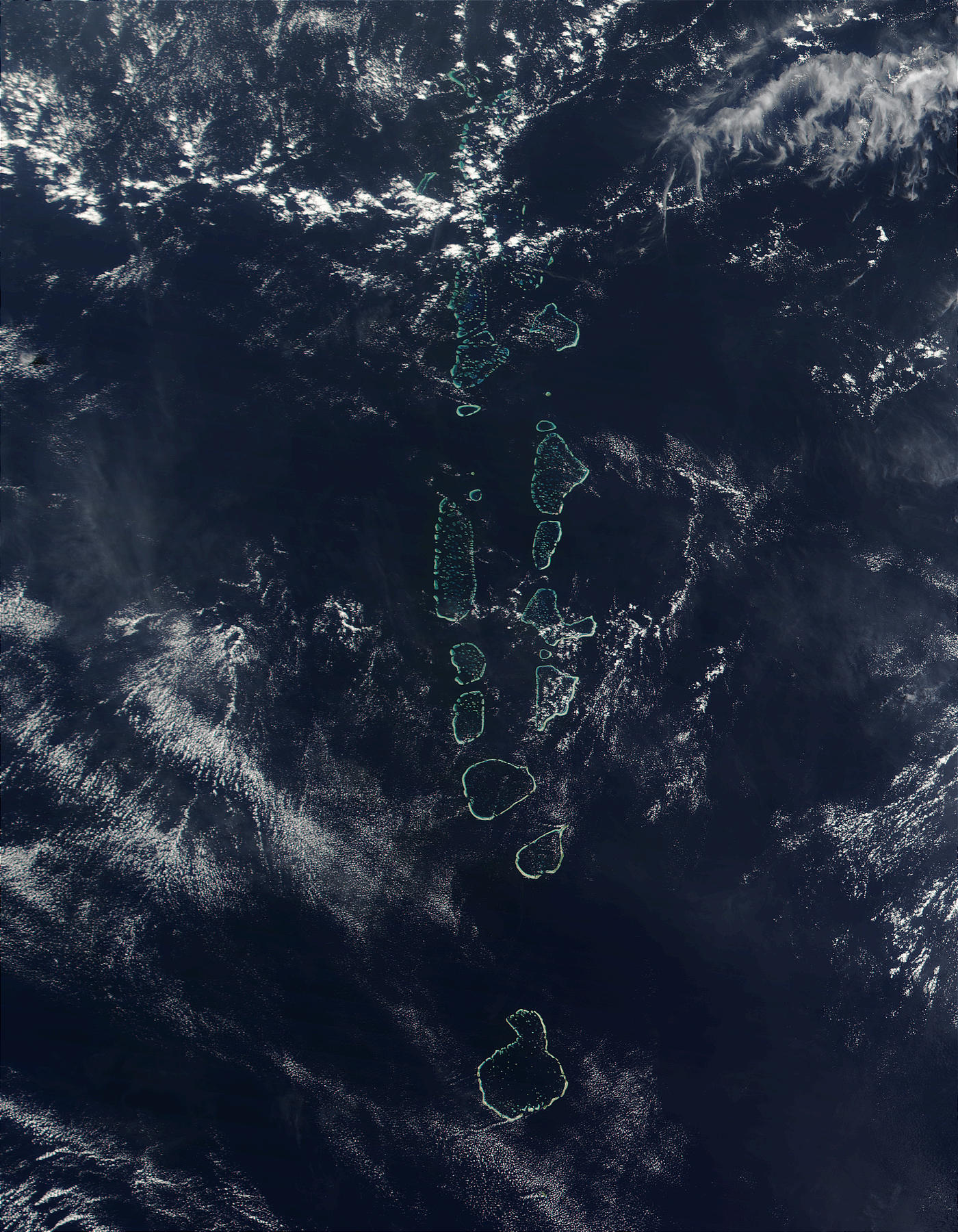
Супутниковий знімок поверхні країни
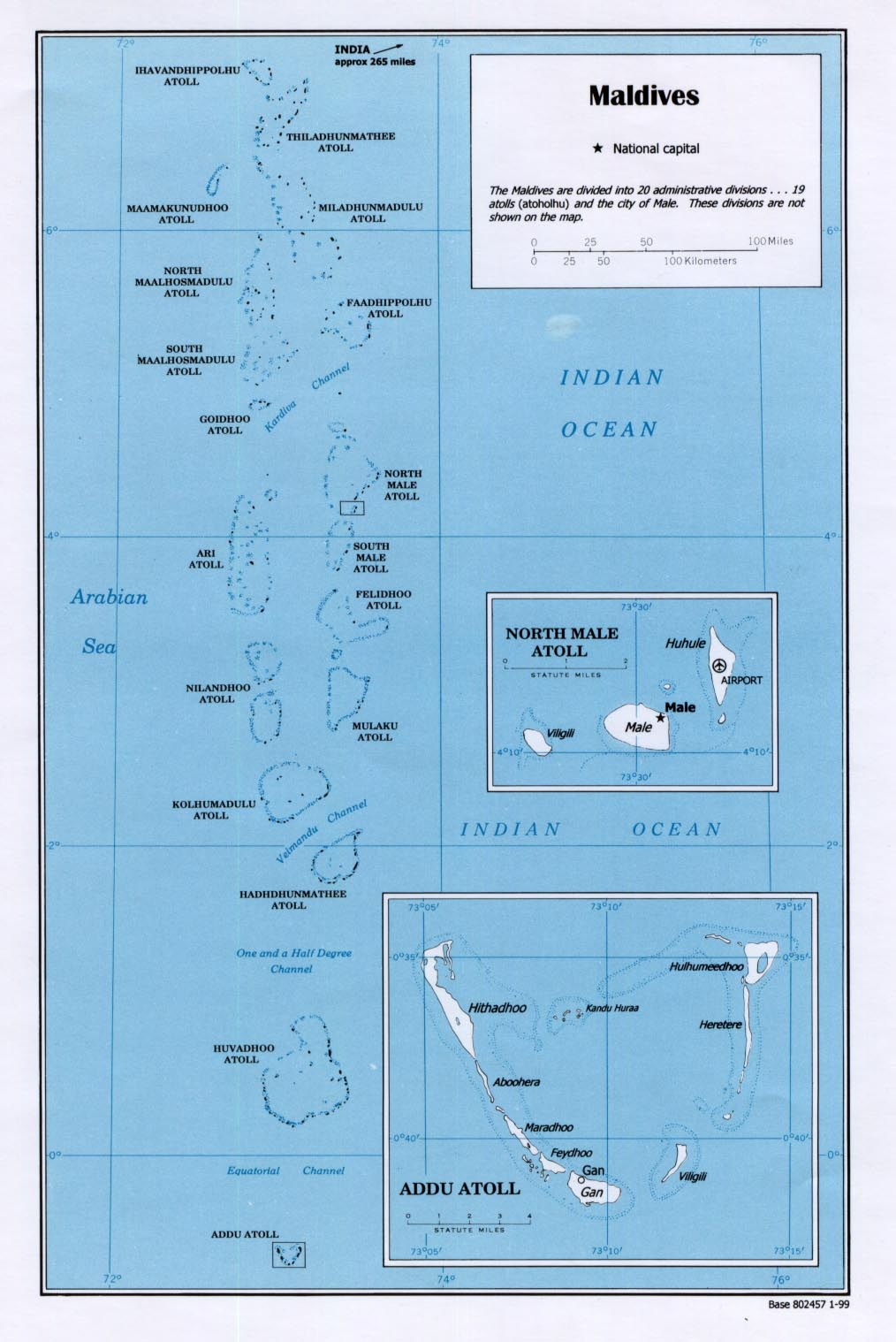
Карта країни (англ.)

### Острови

Схематичний переріз типового коралового атолу
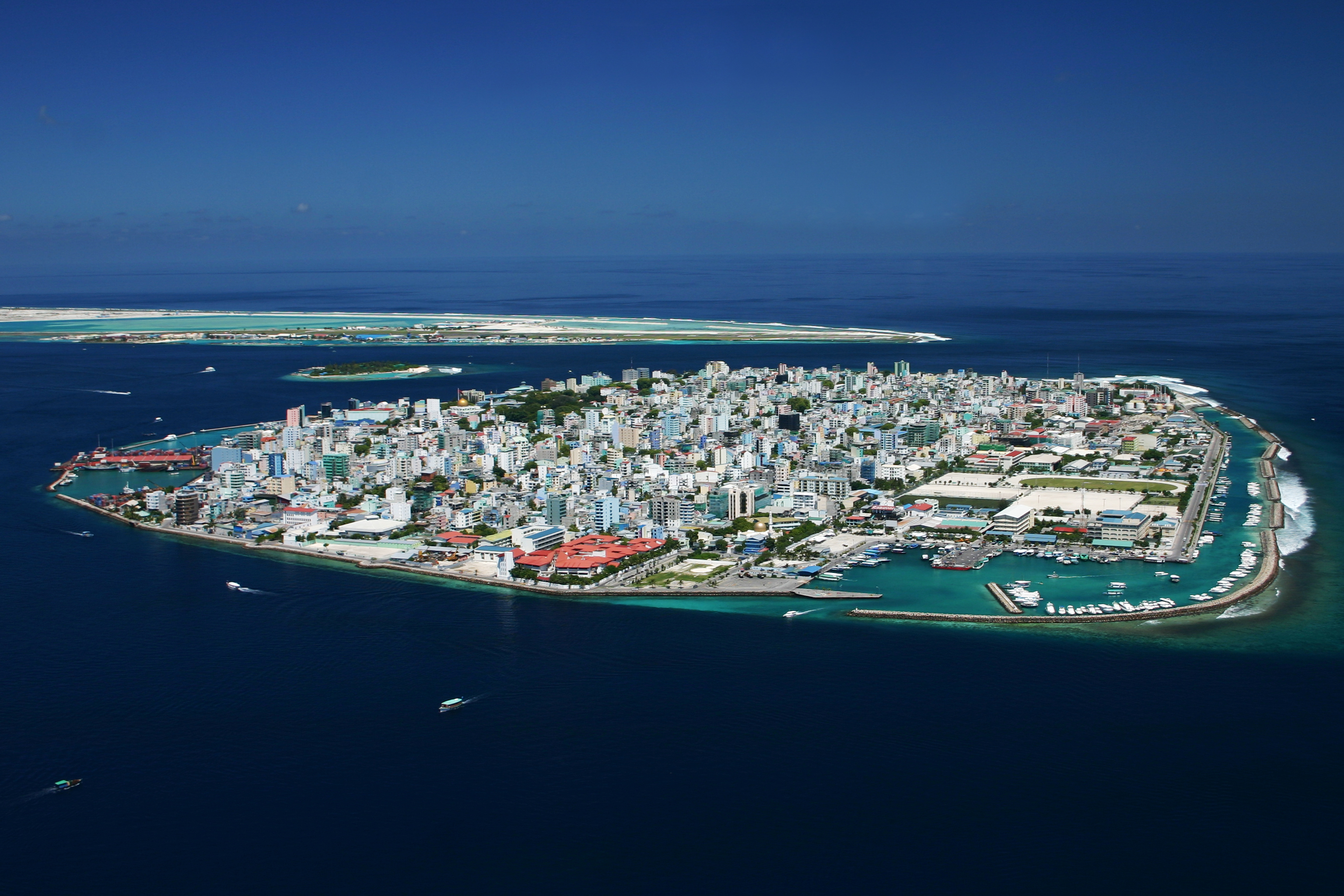
Атол Північний Мале
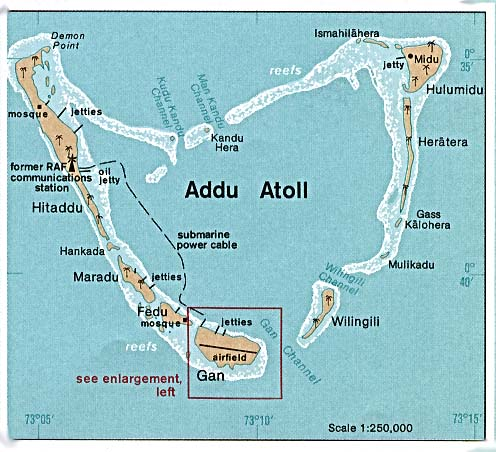
Атол Адду
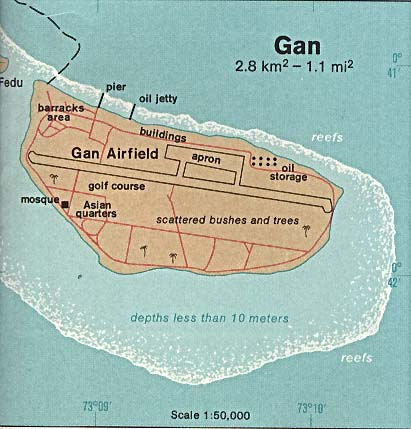
Атол Ган

## Клімат
Територія Мальдівів лежить у екваторіальному кліматичному поясі. Цілий рік панують екваторіальні повітряні маси. Цілий рік спекотно, сезонні коливання температури незначні, значно менші за добові. превалюють слабкі вітри, цілий рік надмірне зволоження, майже щодня по обіді йдуть дощі, часто зливи з грозами.

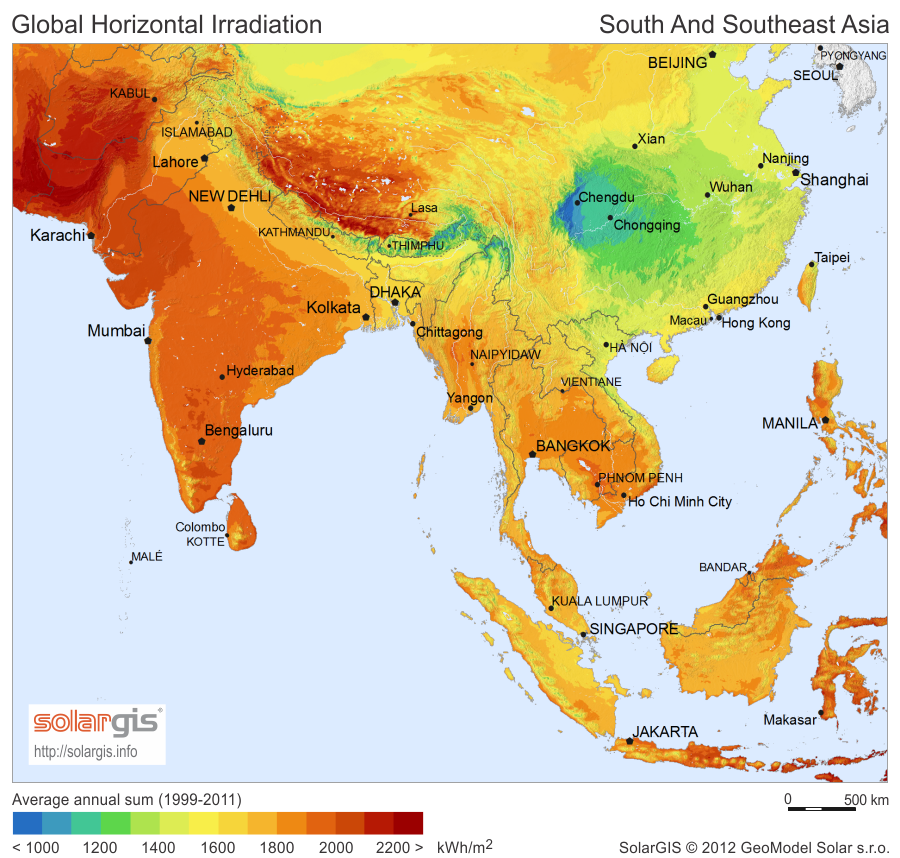
Сонячна радіація (англ.)

Мальдіви є членом Всесвітньої метеорологічної організації (WMO), в країні ведуться систематичні спостереження за погодою.

## Внутрішні води
Загальні запаси відновлюваних водних ресурсів (ґрунтові і поверхневі прісні води) становлять 0,03 км³. Станом на 2012 рік зрошувані землі в країні були відсутні.
Струмки країни належать басейну Індійського океану.

## Рослинність
На островах Мальдівського архіпелагу єдиними рослинними утворенням є невеликі фрагменти вологих тропічних лісів, які займають не більше 3 % території країни і практично зведені для потреб сільського господарства та туристичного будівництва. Домінуючий вид — кокосова пальма, яка росте переважно на пляжі.

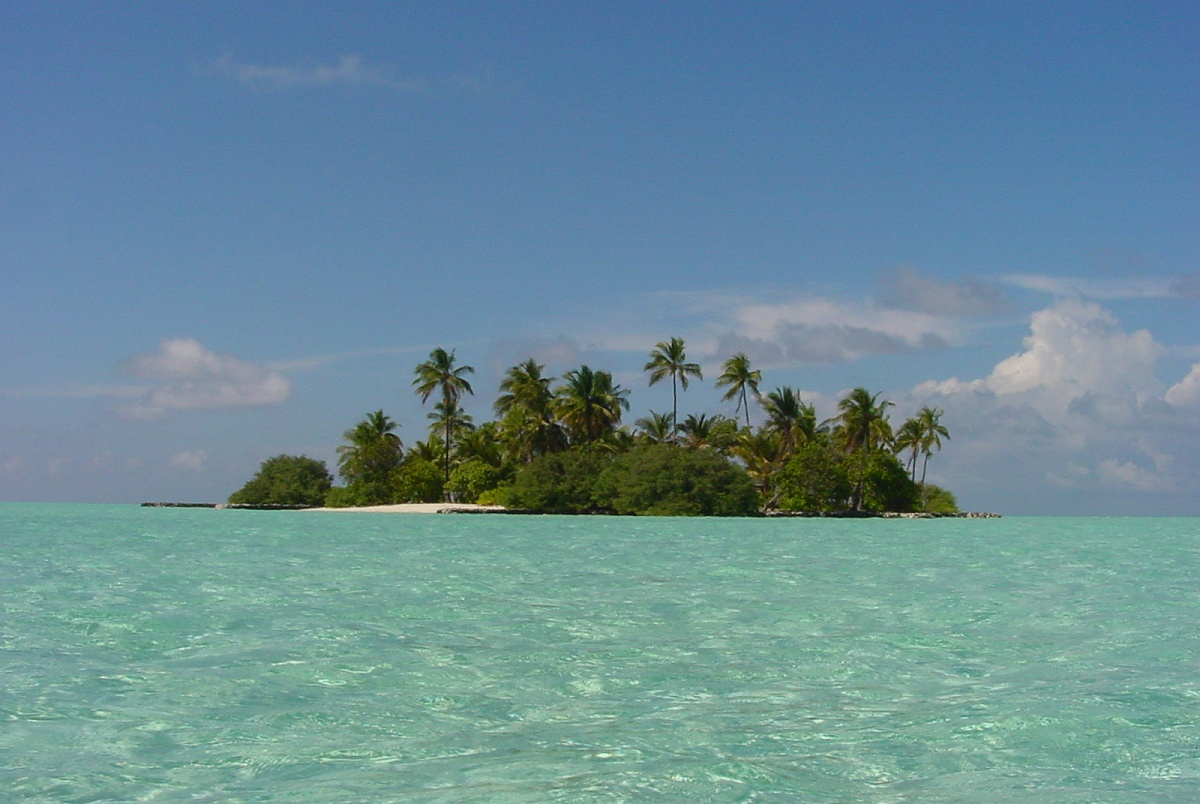
Типова рослинність Мальдівів

Земельні ресурси Мальдівів (оцінка 2011 року):
- придатні для сільськогосподарського обробітку землі — 23,3 %,
  - орні землі — 10 %,
  - багаторічні насадження — 10 %,
  - землі, що постійно використовуються під пасовища — 3,3 %;
- землі, зайняті лісами і чагарниками — 3 %;
- інше — 73,7 %[1].

## Тваринний світ
Зоогеографічно територія країни належить до Індійської провінції Індійсько-Індокитайської підобласті Індо-малайської області. Тваринний світ дуже бідний. Причиною є розміри островів, а також висока густота населення 900 осіб/км². У навколишніх водах різноманітні риби, наприклад, тунець, боніто, пишні екваторіальні коралові рифи. На пляжах морські черепахи виповзають щоб відкласти яйця. Численні морські птахи.

## Охорона природи

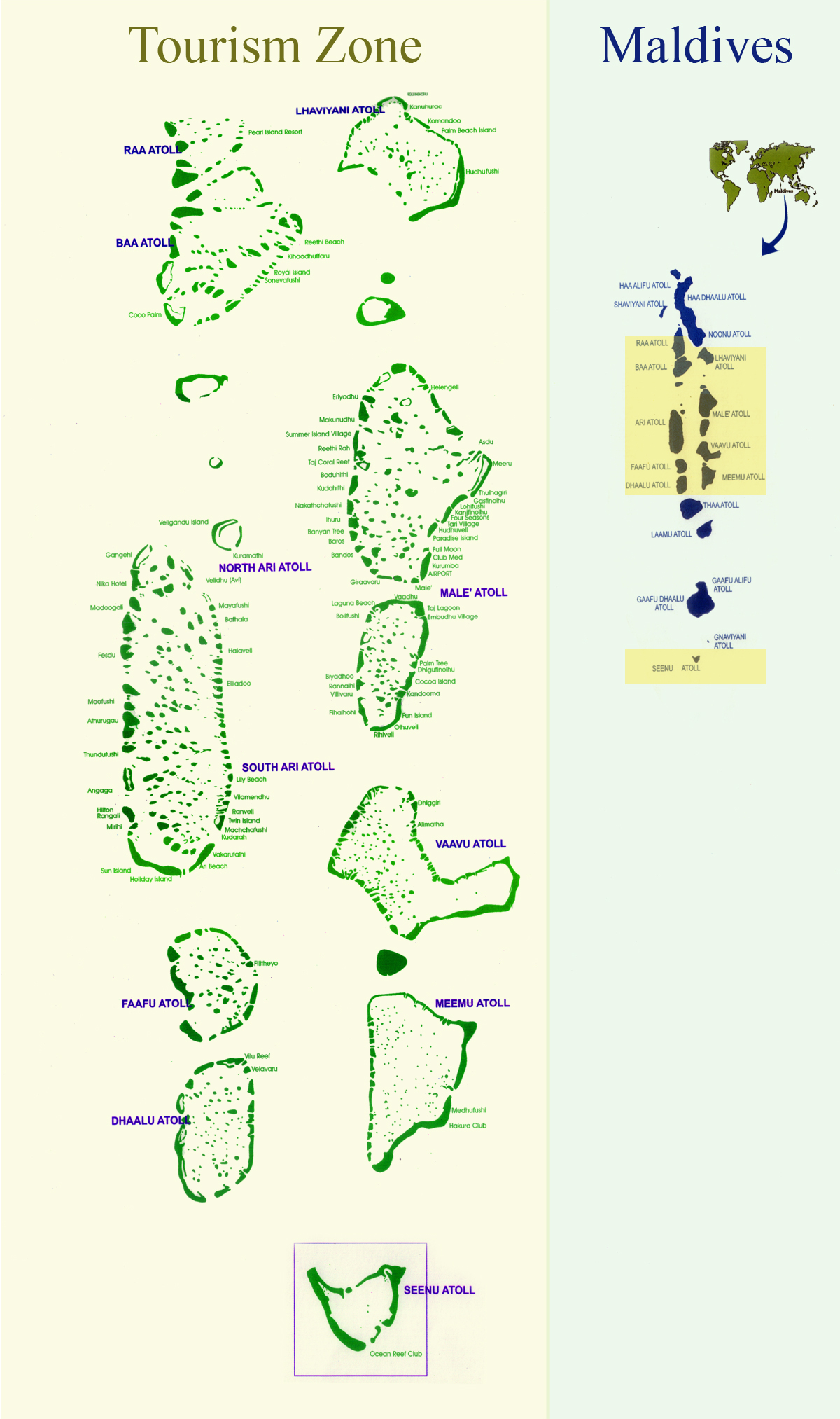
Туристичні зони Мальдівів

Мальдіви є учасником ряду міжнародних угод з охорони навколишнього середовища:
- Конвенції про біологічне різноманіття (CBD),
- Рамкової конвенції ООН про зміну клімату (UNFCCC),
- Кіотського протоколу до Рамкової конвенції,
- Конвенції ООН про боротьбу з опустелюванням (UNCCD),
- Базельської конвенції протидії транскордонному переміщенню небезпечних відходів,
- Конвенції з міжнародного морського права,
- Монреальського протоколу з охорони озонового шару,
- Міжнародної конвенції запобігання забрудненню з суден (MARPOL)[1].

## Стихійні лиха та екологічні проблеми
На території країни спостерігаються небезпечні природні явища і стихійні лиха: цунамі; низький рельєф більшості островів робить їх уразливими до підвищення рівня вод Світового океану.
Серед екологічних проблем варто відзначити:
- виснаження запасів прісної води водоносних пластів;
- руйнування коралових рифів.

## Фізико-географічне районування
У фізико-географічному відношенні територію Мальдівів можна розділити на _ райони, що відрізняються один від одного рельєфом, кліматом, рослинним покривом:.

### Українською
- Атлас світу / голов. ред. І. С. Руденко ; зав. ред. В. В. Радченко ; відп. ред. О. В. Вакуленко. — К. : ДНВП «Картографія», 2005. — 336 с. — ISBN 9666315467.
- Атлас. 7 клас. Географія материків і океанів / Укладачі О. Я. Скуратович, Н. І. Чанцева. — К. : ДНВП «Картографія», 2014.
- Бєлозоров С. Т. Географія материків. — К. : Вища школа, 1971. — 371 с.
- Барановська О. В. Фізична географія материків і океанів : навч. посіб. для студентів ВНЗ : [у 2 ч.]. — Н. : Ніжинський державний університет ім. Миколи Гоголя, 2013. — 306 с. — ISBN 978-617-527-106-3.
- Мальдіви // Гірничий енциклопедичний словник : [у 3-х тт.] / за ред. В. С. Білецького. — Д. : Східний видавничий дім, 2004. — Т. 3. — 752 с. — ISBN 966-7804-78-X.
- Дубович І. А. Країнознавчий словник-довідник. — 5-те вид., перероб. і доп. — К. : Знання, 2008. — 839 с. — ISBN 978-966-346-330-8.
- Панасенко Б. Д. Фізична географія материків : навч. посіб. : в 2 ч. — В. : ЕкоБізнесЦентр, 1999. — 200 с.
- Фізична географія материків та океанів : підруч. для студ. вищ. навч. закл. : у 2 т / за ред. П. Г. Шищенка. — К. : Видавництво Київського нац. ун-т ім. Т. Шевченка, 2009. — Т. 1. : Азія. — 643 с. — ISBN 978-966-439-257-7.
- Юрківський В. М. Регіональна економічна і соціальна географія. Зарубіжні країни: Підручник. — 2-ге. — К. : Либідь, 2001. — 416 с. — ISBN 966-06-0092-5.

### Англійською
- (англ.) Graham Bateman. The Encyclopedia of World Geography. — Andromeda, 2002. — 288 с. — ISBN 1871869587.

### Російською
- (рос.) Алисов Б. П., Берлин И. А., Михель В. М. Курс климатологии [в 3-х тт.] / под. ред. Е. С. Рубинштейна. — Л. : Гидрометиздат, 1954. — Т. 3. Климаты земного шара. — 320 с.
- (рос.) Апродов В. А. Вулканы. — М. : Мысль, 1982. — 368 с. — (Природа мира)
- (рос.) Апродов В. А. Зоны землетрясений. — М. : Мысль, 2010. — 462 с. — (Природа мира) — ISBN 978-5-244-01122-7.
- (рос.) Букштынов А. Д., Грошев Б. И., Крылов Г. В. Леса. — М. : Мысль, 1981. — 316 с. — (Природа мира)
- (рос.) Власова Т. В. Физическая география материков. С прилегающими частями океанов. Евразия, Северная Америка. — 4-е, перераб. — М. : Просвещение, 1986. — 417 с.
- (рос.) Гвоздецкий Н. А. Карст. — М. : Мысль, 1981. — 214 с. — (Природа мира)
- (рос.) Географический энциклопедический словарь: географические названия / под. ред. А. Ф. Трёшникова. — 2-е изд., доп. — М. : Советская энциклопедия, 1989. — 585 с. — ISBN 5-85270-057-6.
- (рос.) Исаченко А. Г., Шляпников А. А. Ландшафты. — М. : Мысль, 1989. — 504 с. — (Природа мира) — ISBN 5-244-00177-9.
- (рос.) Каплин П. А., Леонтьев О. К., Лукьянова С. А., Никифоров Л. Г. Берега. — М. : Мысль, 1991. — 480 с. — (Природа мира) — ISBN 5-244-00449-2.
- (рос.) Словарь современных географических названий / под общей редакцией акад. В. М. Котлякова. — Екатеринбург : У-Фактория, 2006.
- (рос.) Литвин В. М., Лымарев В. И. Острова. — М. : Мысль, 2010. — 288 с. — (Природа мира) — ISBN 978-5-244-01129-6.
- (рос.) Лобова Е. В., Хабаров А. В. Почвы. — М. : Мысль, 1983. — 304 с. — (Природа мира)
- (рос.) Максаковский В. П. Географическая картина мира. Книга I: Общая характеристика мира. — М. : Дрофа, 2008. — 495 с. — ISBN 978-5-358-05275-8.
- (рос.) Максаковский В. П. Географическая картина мира. Книга II: Региональная характеристика мира. — М. : Дрофа, 2009. — 480 с. — ISBN 978-5-358-06280-1.
- (рос.) Мальдіви // Поспелов Е. М. Топонимический словарь. — М. : АСТ, 2005. — 229 с. — ISBN 5-17-016407-6.
- (рос.) Пфеффер П. Азия. — М. : Прогресс, 1982. — 316 с. — (Континенты, на которых мы живем)
- (рос.) География / под ред. проф. А. П. Горкина. — М. : Росмэн-Пресс, 2006. — 624 с. — (Современная иллюстрированная энциклопедия) — ISBN 5-353-02443-5.
- (рос.) Физико-географический атлас мира. — М. : Академия наук СССР и Главное управление геодезии и картографии ГУГК СССР, 1964. — 298 с.
- (рос.) Энциклопедия стран мира / глав. ред. Н. А. Симония. — М. : НПО «Экономика» РАН, отделение общественных наук, 2004. — 1319 с. — ISBN 5-282-02318-0.